# Netelia testacea
Espèce
Netelia testacea est un insecte de l'ordre des hyménoptères, de la famille des ichneumonidés. C'est un parasite des larves de lépidoptères.